# Ілай Камара
Ілай Аліун Джино Ріан Камара (фр. Ilay Alioune Gino Rian Camara; нар. 18 січня 2003) — сенегальський футболіст, захисник бельгійського клубу «Андерлехт» і збірної Сенегалу.

## Клубна кар'єра
Виступав за юнацьку команду «Керберген», після чого перейшов до системи «Левена». 2019 року приєднався до академії «Андерлехта». 21 серпня 2022 року дебютував за резервну команду в матчі Челленджер Про-ліги проти «Ломмеля». 24 лютого 2023 року підписав з «Андерлехтом» свій перший професіональний контракт.
6 вересня 2023 року перейшов у «РВДМ 47», підписавши трирічний контракт. 23 вересня дебютував за клуб в матчі Про-ліги проти «Антверпена», замінивши Махтара Геє. 4 листопада 2023 року в поєдинку Про-ліги проти «Кортрейка» забив свій перший гол у професіональній кар'єрі.
13 серпня 2024 року відправився в сезонну оренду в «Стандард» з опцією подальшого викупу. 18 серпня дебютував за нову команду в матчі Про-ліги проти «Кортрейка», вийшовши на заміну Болі Болінголі. За підсумками січня 2025 року визнаний гравцем місяця Про-ліги. 16 квітня 2025 року «Стандард» активував опцію викупу, підписавши з гравцем контракт до літа 2029 року.
5 липня 2025 року перейшов в «Андерлехт», підписавши п'ятирічний контракт. Сума трансферу становила 4,5 млн євро. 3 серпня дебютував за «Андерлехт» в матчі Про-ліги проти «Серкля», вийшовши на заміну Алі Маамару. 7 серпня 2025 року в поєдинку кваліфікації Ліги конференцій УЄФА проти молдовського «Шерифа» дебютував у єврокубках.

## Кар'єра в збірній
Виступав за збірні Бельгії до 15 і до 16 років.
13 березня 2025 року вперше викликаний до збірної Сенегалу головним тренером Папом Тьявом дла участі в матчах відбіркового турніру до чемпіонату світу 2026 проти збірних Судану та Того. 25 березня в поєдинку з Того дебютував за збірну Сенегалу, вийшовши в стартовому складі.

## Статистика виступів

### Клубна статистика
Станом на 7 серпня 2025
| Клуб              | Сезон             | Чемпіонат           | Чемпіонат | Чемпіонат | Кубок | Кубок | Єврокубки | Єврокубки | Інші  | Інші | Всього | Всього |
| Клуб              | Сезон             | Дивізіон            | Матчі     | Голи      | Матчі | Голи  | Матчі     | Голи      | Матчі | Голи | Матчі  | Голи   |
| ----------------- | ----------------- | ------------------- | --------- | --------- | ----- | ----- | --------- | --------- | ----- | ---- | ------ | ------ |
| Андерлехт Б       | 2022–23           | Челленджер Про-ліга | 26        | 0         | —     | —     | —         | —         | —     | —    | 26     | 0      |
| Андерлехт Б       | 2023–24           | Челленджер Про-ліга | 4         | 0         | —     | —     | —         | —         | —     | —    | 4      | 0      |
| Андерлехт Б       | Всього            | Всього              | 30        | 0         | 0     | 0     | 0         | 0         | 0     | 0    | 30     | 0      |
| РВДМ 47           | 2023–24           | Про-ліга            | 28        | 3         | 3     | 0     | —         | —         | —     | —    | 31     | 3      |
| → Стандард        | 2024–25           | Про-ліга            | 33        | 0         | 2     | 0     | —         | —         | —     | —    | 35     | 0      |
| Андерлехт         | 2025–26           | Про-ліга            | 1         | 0         | 0     | 0     | 1         | 0         | —     | —    | 2      | 0      |
| Всього за кар'єру | Всього за кар'єру | Всього за кар'єру   | 92        | 3         | 5     | 0     | 1         | 0         | 0     | 0    | 98     | 3      |

1. ↑  Матчі в Лізі конференцій УЄФА

### Міжнародна статистика
Станом на 25 березня 2025 
| Збірна            | Сезон             | Товариські | Товариські | Офіційні | Офіційні | Всього | Всього |
| Збірна            | Сезон             | Матчі      | Голи       | Матчі    | Голи     | Матчі  | Голи   |
| ----------------- | ----------------- | ---------- | ---------- | -------- | -------- | ------ | ------ |
| Сенегал           |                   |            |            |          |          |        |        |
| 2025              | 0                 | 0          | 1          | 0        | 1        | 0      |        |
| Всього за кар'єру | Всього за кар'єру | 0          | 0          | 1        | 0        | 1      | 0      |

### Матчі за збірну
Станом на 25 березня 2025 
| Матчі Ілая Камара за збірну Сенегалу | Матчі Ілая Камара за збірну Сенегалу | Матчі Ілая Камара за збірну Сенегалу | Матчі Ілая Камара за збірну Сенегалу | Матчі Ілая Камара за збірну Сенегалу | Матчі Ілая Камара за збірну Сенегалу | Матчі Ілая Камара за збірну Сенегалу | Матчі Ілая Камара за збірну Сенегалу |
| №                                    | Дата                                 | Суперник                             | Рахунок                              | Голи                                 | Картки                               | Хвилини                              | Змагання                             |
| ------------------------------------ | ------------------------------------ | ------------------------------------ | ------------------------------------ | ------------------------------------ | ------------------------------------ | ------------------------------------ | ------------------------------------ |
| 1                                    | 25 березня 2025                      | Того                                 | 2–0                                  |                                      |                                      | 55'                                  | Відбіркові матчі ЧС-2026             |

Всього: 1 матч / 0 голів; 1 перемога, 0 нічиїх, 0 поразок.

## Досягнення
- Гравець місяця бельгійської Про-ліги: січень 2025[21]